# Île des Vignerons
L'Île des Vignerons est une île fluviale française de la Marne située sur le territoire communal de Chennevières-sur-Marne (Val-de-Marne).
Son nom provient du fait qu'on y produisait du vin, le guinguet, vin souvent aigrelet.
D'une superficie de 0,47 hectare, elle fait partie d'un ensemble d'îles fluviales de la Marne, qualifié d'« archipel », dont l'île d'Amour (située dans la même commune), l'île de Casenave, l'île de l'Abreuvoir, l'île de Champigny, l'île des Gords, l'île de Brétigny et l'île du Moulin bateau. 
L'île est une zone protégée par un arrêté préfectoral de protection de biotope depuis 2008 et constitue une réserve pour la faune et la flore.